# 이세계 실격
이세계 실격(일본어: 異世界失格, No Longer Allowed in Another World)는 노다 히로시가 글을 쓰고 와카마츠 다카히로가 그림을 그린 일본 만화 시리즈이다. 2019년 10월부터 쇼가쿠칸의 야와라카 스피리츠(Yawaraka Spirits) 웹사이트에서 연재되고 있다. 아뜰리에 폰다크(Atelier Pontdark)가 제작한 TV 애니메이션 시리즈는 2024년 7월 첫 방송 예정이다.

## 같이 보기
- 인간 실격
- 사랑은 세계정복 후에